# The $5.98 E.P.: Garage Days Re-Revisited
The $5.98 E.P.: Garage Days Re-Revisited es un EP lanzado por el grupo de thrash metal Metallica el 21 de agosto de 1987. El EP Fue grabado en A & M and Conway Studios, Los Ángeles; y ensayado en el garaje de la casa de Lars Ulrich en San Francisco. Este trabajo fue la primera grabación que la banda hizo con Jason Newsted en el bajo.

## Grabación
El grupo incluyó el precio en dólares en el título (que fue impreso en la cubierta) en un esfuerzo de asegurarse de que los fanes no pagaran excesivamente por él. El lanzamiento oficial en CD del álbum enmendó el título (y el precio) al CD $5.98... La versión original de casete incluye una pegatina que decía "Si tratan de cobrar más, róbalo!". Aunque el EP ha estado fuera de impresión por muchos años, se considera como un artículo de un coleccionista, las cinco pistas fueron incluidas más adelante en el doble-álbum 1998 Garage Inc. (junto con numeroso otras cubiertas que el grupo había registrado sobre los años).
Aunque los fanes se refieren al EP a menudo como Garage Days, la porción que se arrastra del título completo del EP a menudo equivocadamente se llama los Garage Days Revisited (más bien que Re-Revisited), un título del cual se refiera realmente a las versiones de la cubierta de Metallica «Am I Evil?» y «Blitzkrieg», que eran los dos Lados-B del sencillo de 1984 «Creeping Death».
La cubierta de este CD también fue utilizada como base para la cubierta trasera de Garage Inc. solo que fue editada para mostrar la nueva imagen de los miembros la cual presumían en 1998.

## Lista de canciones
| Canción                         | Escritor(es)                             | Artista      | Duración |
| ------------------------------- | ---------------------------------------- | ------------ | -------- |
| «Helpless»                      | Harris, Tatler                           | Diamond Head | 6:36     |
| «The Small Hours»               | Mortimer, Mc Cullim, Bartley, Levine     | Holocaust    | 6:39     |
| «The Wait»                      | Coleman, Walker, Youth/Ferguson          | Killing Joke | 4:52     |
| «Crash Course in Brain Surgery» | Burke Shelley, Tony Bourge, Ray Phillips | Budgie       | 3:10     |
| «Last Caress»/«Green Hell»      | Glenn Danzig                             | The Misfits  | 3:28     |

- En los últimos segundos de ejecución de la canción «Last Caress» / «Green Hell», se escucha el riff introductorio de la canción de Iron Maiden del disco The Number of the Beast llamada «Run to the Hills» de una manera desafinada, lo cual sugiere una parodia o posiblemente sea un modo de tributo hacia dicho grupo, esa versión seria tocada en vivo durante la gira Monster of Rock de 1988 y algunos conciertos de la gira ...And Justice for All en 1988 y 1989

## Créditos
- James Hetfield: Voz y guitarra rítmica.
- Kirk Hammett: Guitarra solista.
- Jason Newsted: Bajo y coros.
- Lars Ulrich: Batería y percusión.
- Metallica: Productores.

## Posición en listas de éxito
| Año  | Lista             | Posición |
| ---- | ----------------- | -------- |
| 1987 | The Billboard 200 | 28       |
| 1987 | UK Albums Chart   | 27       |

- Datos: Q648078